# 美國人權
美国人权包含一系列受宪法、宪法修正案、州宪法、国际法、联邦州份法案保障的权利。除法律保障外，美国人权更受公民倡议和公民投票保障。美国联邦法院有权审理国际人权法，并视国际法为美国法律。
美国的人权状况受到一些政党、组织和人士的广泛关注。雖然人權在美国受法律保障及公眾認同，但死刑、族群政策、持枪权、警察暴力等威胁仍存在。PBS newsHour報導稱，美国有人因無法支付罰款而入獄；聯合國人權委員會等人權機構稱，美國對窮人進行嚴酷的政策壓迫； 隱私國際的調研中稱，美國政府進行的大規模監控項目侵犯公民的隱私權。
2006年德国之声在评论2005年美国发布的《国别人权报告》时认为，尽管美国媒体享受充分的自由使得美国政府的行为受到监督，但是这个监督机制并不能完全杜绝践踏人权的现象：由于关塔那摩湾拘押中心虐囚事件、美國中央情報局東歐黑監獄、美國中央情報局以非法手段逮捕和押送恐怖活動犯罪嫌疑人的種種作為，美国在人权问题上的公信力正在不断下降。
但儘管人權狀況時被批評，加上各項指標落後于一些已開發國家，美國仍被認為是侵害人權狀況不嚴重的國家之一。以人權的重要指標之一的「性別權力測度值（GEM）」為例，根據聯合國開發計畫署（UNDP）標準所製成的「管理及經理人女性比率」人權狀況顯示，該國於相關正面評價上排名第4，在該指標的最後總排名中，美國亦為第11。就美国的公民自由和政治权利而言，美国在人类自由类别中也名列前茅，获得86分（满分为100分） 。美国具有较高程度的新闻自由，在2017年新闻自由报告中美国的新闻自由级别为“自由”，并在199个国家中排在第33位（与斯洛文尼亚并列）。

## 美国公民的自由权利

### 扩展权利法案的范围

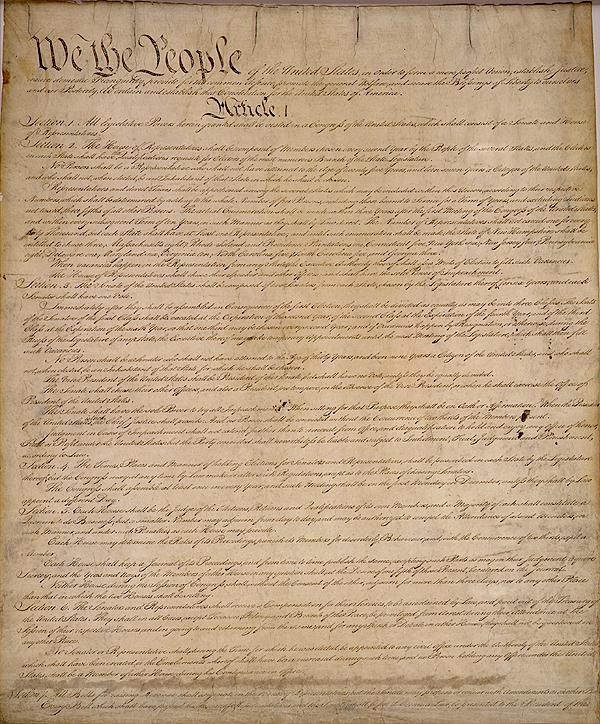
美国宪法原稿第一页

很多美国公民并不了解权利法案仅仅保护公民的合法权利不受联邦政府侵犯。1868年批准的第14条修正案的正当法律程序条款看起来将宪法中联邦对公民权利的保护扩展到各州。最高法院逐渐开始接受这个意见，第一个在州级别被保护的权利法案权利是在吉特洛诉纽约州案中判决应受到保护的的言论自由权利。

### 宗教自由
宪法第一修正案以两个宗教自由原则开始。第一个是政教分离原则，而第二个是宗教活动自由原则。
政教分离原则规定国会不得制定确立一种宗教或禁止传教自由的法律，造成对各级政府是否应该同意资助宗教组织、校内祈祷和如何教授进化论和圣经中的神创论等等问题的争论。在勒蒙诉柯兹曼案中，最高法院推翻了宾西法尼亚州关于政府直接担负教会学校教师工资的《非公立中小学教育法》，禁止州政府直接资助教会学校，并提出了判断政府是否涉嫌违反“政教分离”原则的三项标准。在亚哥斯提尼对费尔顿案中，最高法院推翻了对1985年的亚谷拉对费尔顿一案的判决，裁决联邦政府资助教会学校的残疾学生并未违反政教分离原则。2002年，在杰曼诉西蒙哈里斯案中，最高法院裁决政府可以使用择校补助金券资助教会学校。
1962年最高法院在恩格尔诉维塔莱案中裁决在公立学校内进行官方主持的祷告活动违反的政教分离原则。在1985年的华莱士诉贾弗里案中，最高法院认定在公立学校规定“静思时间”的措施违宪。1992年和2000年，最高法院分别判决在学校毕业典礼和橄榄球比赛之前的祈祷违宪。
1987年，在爱德华诉亚谷拉案中，规定在公立学校教授进化论的同时必须教授神创论的法律被最高法院判决违宪。但是近年最高法院逐渐趋向于平等对待宗教组织。在罗森博格诉弗吉尼亚大学案中，最高法院裁定如果大学在资助其他群体，那么它必须同样资助宗教群体。
宗教活动自由原则通常需要在宗教信仰和宗教活动之间取得平衡。在就业司诉史密斯案中，最高法院裁定政府在平等原则下有权对宗教活动进行限制。在1997年的博恩市诉佛罗尔斯案中，最高法院判决国会通过的宗教自由恢复法案越权给与了宗教组织超出宗教活动自由的权利。但是在2006年的冈萨雷斯诉植物联盟教会精神救助中心一案中，最高法院裁定政府必须有非常有说服力的理由才可以绕过宗教自由恢复法案的限制来限制宗教自由。

### 言论自由
言论自由是美国人经常提到的一种自由，但是很多美国人并未意识到言论自由也受法律限制。1919年的申克诉合众国案确立了危险测试，允许在公共秩序受到言论的明显而即刻的威胁时限制言论自由。在1925年的吉特劳诉美国案中确立了危险倾向测试，限制了有可能导致暴力的言论。在这之前，对言论的限制通常被判决为违宪，这些限制也包括对报纸、电影和电视节目的限制。1971年的紐約時報公司訴合眾國案中，最高法院判决纽约时报有权公布关于越南战争的信息。最高法院也将保护范围扩展到象征性言论和商业言论。1989年，在引起很大争议的得克萨斯诉约翰逊案中，最高法院裁定焚烧国旗属于受到宪法第一修正案保护的象征性言论。
一些范围内的言论不受宪法保护。这些言论包含猥亵性言论、诽谤、攻击性言论和不当干涉。在米勒诉加利福尼亚州案中，最高法院确立了判断猥亵性言论的标准。2002年，最高法院在阿什克罗夫特诉自由言论联盟案中判定1996年通过的儿童色情预防法违宪。口头和书面的诽谤属于利用自己的言论自由侵害他人的名誉权。攻击性言论和不当干涉属于利用自己的言论自由侵犯他人的言论自由，法院通常判决这些言论不受宪法保护。但是在麦卡锡主义盛行的红色恐慌时期，很多人因为被麦卡锡指责同情共产主义而失去工作。
因特网的发展提出了重新定义言论自由的挑战。在雅虎禁止在其网上拍卖区出售纳粹相关商品之后，Google、雅虎、微软和思科因为协助进行中国网络审查而于2006年受到美国国会调查。在2006年初，美国公众在仇恨性言论、宗教权利和美国校内对学生服饰的规范的问题上仍旧有很大分歧。

### 出版自由

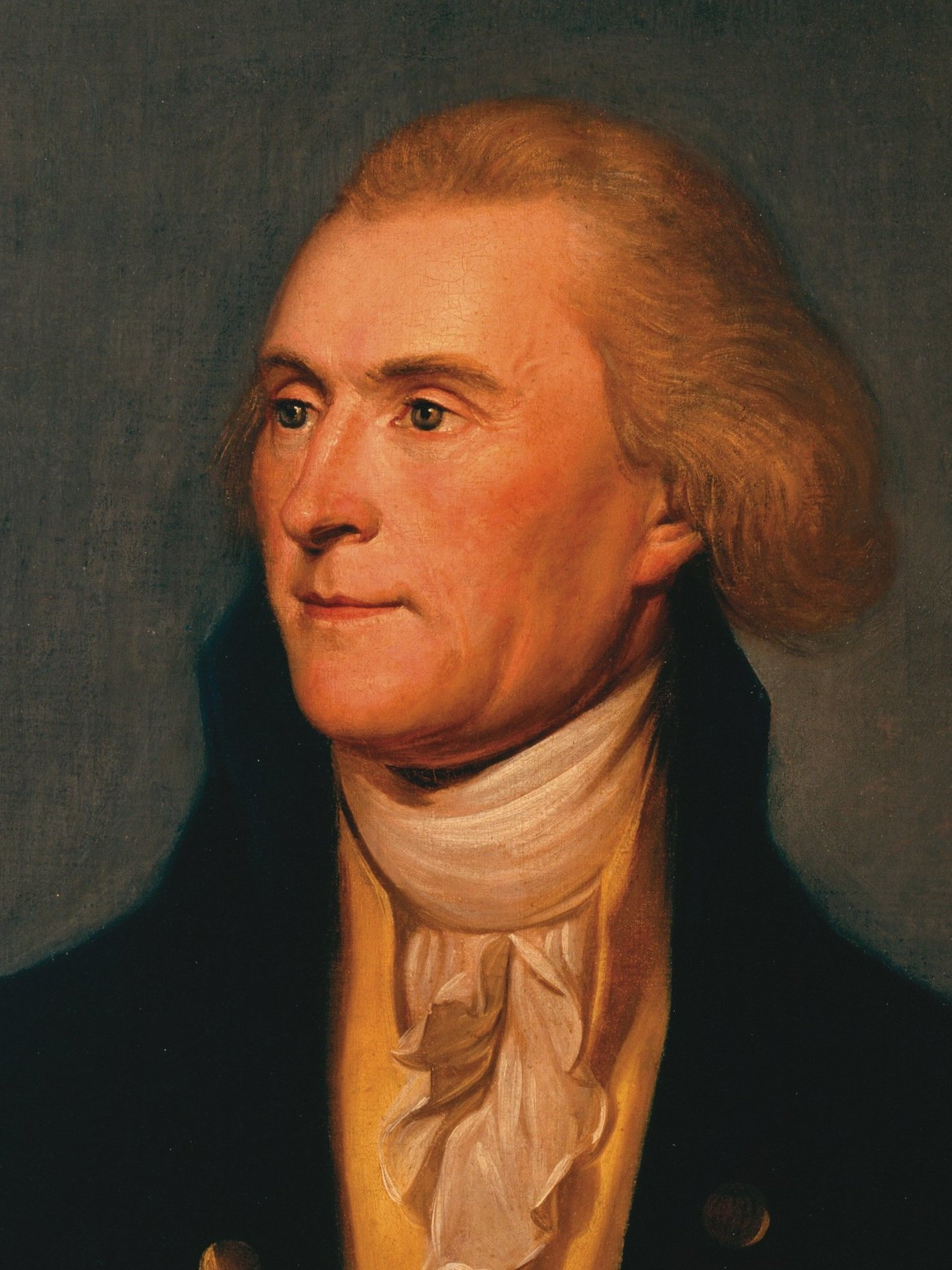
第三任美國總統托马斯·杰斐逊說：「如果政府和報紙兩者之間只能有一個存在的話，我會毫不猶豫地選擇後者。」

出版自由可以被认为是书面的言论，所以很多保护言论自由的条款也保护出版自由，但是书面毁谤不受保护。1964年，在纽约时报诉沙利文案中，最高法院认为在职官员不能针对发表与公务行为有关的诽谤性不实言词要求得到损害赔偿，除非能证明有关言词出于"实际恶意"。这项规则的适用范围后来被扩大到所有公众人物。这个解释允许了对官员进行批评，讨论不同政见而不用面对起诉。另一个有争议的问题是公众知情权和刑事司法系统中个人和警方的公正审判权的冲突。在1979年的甘乃特公司诉德·帕斯夸勒案中，最高法院认定法官可以采取召开秘密听证会的措施来保护被告的公正审判权免受过度新闻报道产生的偏见所影响。在美国联邦通信委员会的创建之后，无线电台、电视台、电影等广播媒体具有比印刷业具有更多的限制。这些限制包括对等时间规则、人身攻击规则、公平原则等条例，要求广播媒体同等对待一个有争议问题的各方观点。
儘管如此，在美國卻有不同的方法來限制不利於權勢者的言論，一個例子就是素食者誹謗法案:
"在通过素食者诽谤法案的州，对肉类、家禽或者生海鲜中的细菌所引起的健康风险、沙拉中的亚硫酸盐、熏猪肉里的亚硝酸盐和其他加工食品，以及食物中含有的高脂肪含量物、农药/除草剂处理物、基因技术制造成分或者其他剧毒化学物质发表评论，会让该评论员经历一场费用高昂的官司。
另外，食品诽谤法案还对原告施加了沉重的取证压力，换句话说，食品的批评者们必须例举出能可靠并且科学地证明他们观点的实例和数据。仅仅是通过讨论相关议题来引起公众对食品的警惕和呼吁应有的调查是不被该法案所允许的。"
2005年，美国地区在无国界记者的世界新闻自由排行中列第40位。

### 集会和向政府请愿的自由
因为静坐示威相对较少，集会和请愿的自由经常与言论和出版自由有关。集会和请愿自由主要的问题在于官员如何平衡集会和请愿的自由与维护公共交通和公共秩序的必要。在1978年的史密斯诉柯林案中，最高法院认定纳粹主义者也有集会自由。

### 迁徙自由
美国建国初期的邦联条例第四章赋予了人民自由进出其它州的权利，但是乞丐、流浪者和逃亡奴隶被排除在外。美国宪法第四章第二节规定每个州的公民均享有诸州公民的所有优惠与豁免权，去除了乞丐、流浪者和逃亡奴隶条款，但是并未明确定义公民和优惠与豁免权的含义。直到美国宪法修正案第十四条通过之后，公民的定义才被明确。第十四条第一节规定：“所有在合众国出生或入籍、并受制于其管辖权的人，都是合众国公民和其居住州的公民。任何州不得制订或实施任何法律，来剥夺合众国公民的优惠与豁免权。”
美国目前实行纳税人制度，迁移者以纳税地为居住地点，无须申请准入许可。但是在屠宰场案之后，对优惠与豁免权的狭隘解释和各州设立的居住年限、市场准入等条款实际上对于跨州迁徙进行了一些经济和政治限制。在1969年的福利居住期限案中，最高法院判决地方政府不得通过限制福利救济而限制迁徙自由。在1970年的俄勒冈州诉米切尔案中，最高法院禁止在总统和副总统选举中应用居住期限规定限制迁徙者的政治权利。
美国继承了英国的济贫法，允许收容无业贫民。但是1941年的爱德华兹诉加利福利亚案中，最高法院判决加州不能因为可能的犯罪行为而逮捕穷人。1970年，在美国诉Cassiagnol案中，最高法院判决在政府地产上流浪合法。1972年，在帕帕克里斯托诉杰克逊维尔市案中，最高法院判决逮捕四处闲逛、流浪和游荡的人的杰克逊维尔市流浪条例过分模糊。1988年，在纽约人诉布赖特案中，最高法院判决禁止在主要交通设施附近闲荡的规定过分模糊。

### 隐私权
隐私权在宪法中并未被提到。在1965年的格里斯沃尔德诉康涅狄格州案中，隐私权被裁定为已经被权利法案所涵盖，成为一种一般性的宪法权利。信息传播方式的进步使得公众日益关注隐私权。在1973年的罗伊诉韦德案中，隐私权被用来保证美国妇女堕胎的权利。这个判决到2006年初为止仍然是美国公众争论最多的政策之一。另一个引用隐私权的决定是选择死亡的权利。1990年的克鲁赞诉密苏里州卫生部案中，最高法院要求安乐死需要有遗嘱和其他文档证明死亡意愿来保证生存的权利。在2006年的冈萨雷斯诉俄勒冈案案中，最高法院裁定联邦政府无权干涉在州内允许的辅助自杀。
在九一一事件后，在美国政府加强了对公民的监视措施的情况下，隐私权更加受到关注。

### 嫌疑犯的权利
一个很难平衡的问题是如何保证刑事诉讼的嫌疑犯的权利。权利法案中第4、5、6和8条修正案处理刑事诉讼的嫌疑犯的权利，后来法院逐渐将他们的保护范围扩展到所有被起诉者。1963年的吉迪恩诉温赖特案的判决确保了贫穷的重罪被起诉人要求辩护律师的权利。1966年，米兰达诉亚利桑那州案的判决要求警察在询问之前需要通知对方具有的宪法权利，亦即米兰达警告。
在1914年的威克斯诉美国案中。非法搜集的证据不被采用的原则首次在联邦法庭中得到应用。在1961年的马普诉俄亥俄州案中最高法院判定这个原则在州法庭也适用。1984年，最高法院在判决美国诉里昂案和密西西比诉夏普德案时建立了善意例外，允许采用经过善意但是有缺陷的程序得到的证据。

### 死刑
顔色註解

*紅：法律規定死刑

各國死刑圖示
顔色註解
- 紅：法律規定死刑

欧盟、罗马天主教会和一些其他组织呼吁在全球范围内废止死刑。截至2025年为止，发达国家中只有美国、日本、新加坡及中華民國执行死刑。一些美国人认为死刑违反了宪法第八修正案中的“不得施加残酷和非常的惩罚”条款。在弗曼诉佐治亚州案中当时的死刑法规被裁定为过于随意和武断，违反了这条修正案。直到各州重新制定法规之后，在格雷格诉佐治亚州案中，新的死刑法规才得到肯定。截至2025年為止，美国有32个州及聯邦政府、軍隊允许執行死刑。2002年，在休斯敦纪事报对得克萨斯州的一次调查中，死刑的支持率达到将近70%。
1990至2005年间，大赦国际记录了19例被处决的少年犯。2005年3月，美国最高法院在Roper v. Simmons案中判决处决少年犯违宪。
1996年，国会通过反恐怖主义与有效死刑法，缩短了死刑犯上诉的期限。

## 平等权

### 非裔美国人和奴隸制度

廢除美國奴隸制度的美國第16任總統亞伯拉罕·林肯

在1863年之前，美国宪法保护奴隶制度。1857年3月6日,美国最高法院在德雷德·斯科特诉桑福德案中判决奴隶不是公民，因此没有权利在联邦法院提出任何诉讼。1863年亚伯拉罕·林肯的解放黑奴宣言和美国宪法第十三條修正案的通过终止了宪法中的这种不平等。在1865年到1875年，为保护非裔美国人的权利不受州政府侵犯，當時共和党控制的国会通过了很多人权法案，保障黑人男性公民的權利。但是因为最高法院裁决这些法律违宪，所以它们并没有很大效果。而1870年代民主党重新控制南方後，開始實施若干種族隔離法律。其中最著名的判决是在1896年的普莱西诉弗格森案中创建了隔离但平等的原则，导致种族隔离制度的泛滥，在南部尤甚。在1877年联邦军队从占领的南部州撤退之后，民主黨控制的南部州通过了很多法案限制了非裔美国人的投票权，例如祖父条款、文化测验、人头税、民主黨白人初选制等等。「白人初选制」直到1944年的史密斯诉奥尔赖特案才被裁定违宪。但是截至2006年初，在佛罗里达州和亚拉巴马州，多达约三分之一的黑人因犯过罪或因無身份證明文件而被剥夺了投票权。
种族隔离制度的终止开始于19世纪30年代，在其间一系列的诉讼都和高等院校是否应该录取非洲裔美国人有关。最终，最高法院在布朗訴托皮卡教育局案中裁定公立学校的种族隔离制度违反了第14条宪法修正案的平等保护条款。一些人在这个裁决中找到了漏洞，之后一段时间内，私立学校的注册人数暴涨。1955年，最高法院要求公立学校立即采取行动废除种族隔离，但是在南方学校中，种族融合进展不大，经常需要由法院下令强行运输学生。在1995年的密苏里州诉詹金斯案中，最高法院推翻了密苏里州法院关于密苏里州政府必须给与学校财政支持以纠正事实上的种族不平等的判决，声明密苏里州法院仅有权强制取消法理上和学区内的种族隔离。
虽然非裔美国人是最被关注的种族歧视对象，但是其他少数民族在美国也同样曾经遭到歧视，例如排华法案和在珍珠港事件之后强迫收容在美国的日裔的措施。

### 女性主义运动和女性选舉权
美国妇女参政最初是在废除奴隶的运动中。柳克丽霞·莫特和伊丽莎白·斯坦顿组织了1848年8月26日的纽约塞尼卡福尔斯的第一次妇女权利大会。苏珊·安东尼和伊丽莎白·斯坦顿在1869年建立了全国妇女投票权协会，露西·史东建立了美国妇女投票权协会。爱丽斯·保罗在20世纪早期建立了议会联盟。这些协会的活动促使美国宪法第十九条修正案得以在1920年被国会通过，禁止了生产、销售、饮用酒类的行为，以及各州因性别而剥夺公民的投票权。而在1866年中才有第一位被記載的女性，夏洛特.普卡斯基在非法的情況下投票，而其故事也被改編為駛向自由。
在20世纪60年代，女权运动者呼吁实现妇女的政治、经济和社会平等，並開始爭取女性的身體自主權如避孕及墮胎等。在1972年，女权运动者试图通过平等权利修正案，當時在國會參眾兩院獲得跨黨派支持，但修憲門鑑未能獲得四分之三的州議會支持（35州），在规定的批准时间内（1982年）没有得到足够数目的州的批准。在这次失败之后，女权运动者转向争取在议会之内的席位，推動州的平等权利修正案。一些政治行动委员会被创建来支持民主黨的女性候选人。女性開始參與各級選舉，包括地方縣議會及州議會，甚至州長及聯邦層級，已有女性参选总统、副总统、州长，以及在内阁和最高法院任职，但現時尚未有女性擔任總統及副總統。1981年，珊卓拉·戴·歐康納成為美國最高法院首位女性大法官。1984年，傑羅丁·費拉羅成為民主黨首位女性副總統候選人。1997年，馬德琳·歐布萊特成為首位女性的美國國務卿。2002年，南希·裴洛西当选众议院民主党领袖，于2007年成為首位女性的美國眾議院議長。2008年莎拉·裴琳成為共和黨首位副總統候選人。2016年希拉里·克林頓成為民主黨首位女性總統候選人。2022年6月，保守派成員多數的最高法院推翻1973年《羅訴韋德案》（Roe v. Wade）保障墮胎權的裁定，結束近50年來對墮胎權的憲法保護，這項新的裁定賦予全美各州禁止墮胎的權力。

### 工作场所的性别歧视
1964年民权法案禁止在工作场所的性别歧视。但是这些法律并未被严格执行。1991年在电视上现场直播的安妮塔·希尔斯诉美國最高法院大法官提名人克莱伦斯·托马斯性骚扰一案使得性骚扰案件开始受到关注。在法拉格诉博卡雷顿市案和博灵顿工业公司诉艾乐思案中，最高法院裁定雇员和雇主都应进行合理的努力防止性骚扰的发生。另一个性别歧视的例子是工资不平等。虽然1963年的《公平报酬法》规定在同一组织中从事相同工作的员工必须获得相同的工资报酬，但是女性的收入总体上仍旧比男性低。一些关键性因素是妇女占据护士这样的低工资职位，以及玻璃天花板阻止了妇女被提升到企业的最高职位。

### 劳工权利
1935年，在大萧条末期通过的国家劳工关系法案，创建了全国劳工关系委员会来保护工人的组织、集体谈判和罢工的权利受到保护。1992年，美国批准了公民权利和政治权利国际公约，保证了劳工自由参与工会。但是从1953年到2003年，美国劳工统计局公布的工会会员人数从1680万下降到了1580万，占劳动力的比例从33%下降到12.9%，其中私营部门的比例更下降到了8%。在会员比例上升的公有部门，很多雇员被法律剥夺了罢工的权利。2005年12月，纽约交通工会因举行罢工而被处以每日一百万美元的罚金。
1938年公平劳工标准法规定了全国最低工资和个人可被要求工作的最高时数。它还有加班费的规定和防止虐待童工的标准。但是，很多公司并未执行这些标准，而且一些工种不受该法限制，例如管理人员和小时工、外包合同工这样的非雇员职位。2004年，电子艺界因执行无加班费的每周80小时工作制而被判罚赔偿一亿多美元，之后公司内大量的雇员职位被转成非雇员职位。2005财年，美国劳工部为189000名雇员讨回1.19亿美元欠薪。2006年，IBM公司因长期不支付加班费面临数十万员工和前员工的起诉。
在美国的外籍劳工并不受上述法案保护。直到1943年中美在第二次世界大战中结盟后才被废止的排华法案基本上禁止了华人劳工入境 。美国的劳工签证政策将工作和合法居留权联系起来，使得外籍劳工的参与工会权利在受到侵犯时经常不能寻求法律保护。2002年，美国最高法院在霍夫曼复合塑料公司诉全国劳工关系委员会中裁定，非法移民不受国家劳工关系法案保护。墨西哥内政部移民局局长因此向美国外交部提出抗议。

### 对老年美国人的保护
年龄歧视有可能成为范围最广的歧视，因为所有人都会不可避免地变老。1967年通过的雇佣年龄歧视法禁止对40岁以上的工人进行就业歧视。1978年通过的修正案则基本禁止了70岁之前的强制退休政策。在奇美尔诉佛罗里达评议会案中，最高法院裁定各州享有主权豁免，雇佣年龄歧视法不适用于州雇员。美国老年人成立了一些组织来对抗年龄歧视，其中最大的是美国退休人协会。

### 残疾人的权利
残疾并不在1964年的民权法案被禁止的就业歧视方式之中。1990年通过的美国人残疾法案标志着残疾人的权利受到保护。这个法律要求雇主合理地提供残疾人工作所需，以及公开场所和公共服务必须可以接待残疾人。增加面向残疾人的设施所需的开销引起了一些争论。在1998年布瑞格登诉雅培制药案中，最高法院裁定感染人类免疫缺陷病毒的艾滋病人也受此法案保护。

### LGBT权利
1969年的石墙骚乱開创了同性恋权利运动，之后同志运动在美国各地1980年代，推动了禁止性取向歧视的法律的通过，並爭取聯邦撥款防治愛滋病。
1996年在罗默诉埃文斯案中，最高法院推翻了一项不保护同性恋者免受歧视的州宪法修正案。同性恋者爭取公民權利动渐渐引起保守派及宗教團體的反对，但是民权运动家杰西·杰克逊则公开支持同性恋权利，認為他們只是爭取平等的公民權利。
比尔·克林顿于1993年上任後，隨即提出立法允许同性恋者在军中公開服役，但受到軍方及保守派反對，最後改為不问，不说政策。
1996年，国会通过了禁止联邦政府承认同性婚姻的捍衛婚姻法案，在當時獲跨黨派支持，並獲總統克林頓簽署。但是，对于同性婚姻问题的争论更多。
2003年，美国最高法院在劳伦斯诉德克萨斯州案中判决性悖軌法違憲，認為按照美國憲法第十四條修正案，同性恋关系属于公民隐私权的一部分，受到法律保护，美國正式將同性戀非刑事化。
2010年，美国总统巴拉克·奥巴马簽署法案，正式废除了持续了17年的“不问，不说”政策，同性恋者在2011年起可以公开服兵役。
1996年，夏威夷最高法院推翻了州宪法中禁止同性婚姻的条款。2004年，马萨诸塞州成為首個同性婚姻合法化的州份，纽约州，康涅狄格州，艾奥瓦州，佛蒙特州，新罕布什尔州以及华盛顿哥伦比亚特区将同性婚姻合法化。新泽西州等州将同性伴侣民事结合合法化。其他州则陆续通过了禁止同性婚姻的法律，甚至寫入州憲法。2012年，美国总统巴拉克·奥巴马公開表達對同性婚姻的支持。2013年6月26日，美国最高法院宣布捍衛婚姻法案違憲，其後各州陸續宣布禁止同性婚姻的法律違憲，同時亦引發州政府的法律訴訟。2015年6月26日，美国最高法院正式宣布同性婚姻全國合法化。

### 在押者的权利
根据华盛顿观察的报道，美国是全球在押人数最多的国家。非洲裔男性在在押人员中所占比例比在总人口中所在比例要高得多，而很大一部分人是因为交易额很小的毒品交易而入狱的。监狱过于拥挤造成狱警人手严重不足，在有些时候造成狱方无力阻止骚乱。
1979年，美国国会通过“司法系统改善法案”以及相关法律，允许私人公司在特定条件下雇佣监狱犯人，联邦监狱劳工项目的犯人享受联邦最低工资待遇。工会和人权组织批评推行监狱劳工隐藏着践踏人权的潜在危险，危及到一般工人的就业机会。
在反恐战争中，美军逮捕了很多本国和外国公民并且对他们长期拘押。这些在押人员受到的待遇引起很大争议。联盟军队作战部副主任、陆军准将马克·金米特在阿布哈里卜监狱虐囚案开审之后说，盟军队“在执行拘押和审讯行动中遵守《日内瓦公约》”。 
美国政府认为基地组织这样的恐怖组织并未签署日内瓦公约，所以战俘不受日内瓦公约保护，但是2004年华盛顿地区法院裁定政府用以确立被告的“敌方战斗人员”身份的国防部法庭违宪。

### 新纳粹与当代马克思主义者的政治权利
在第二次世界大战后，纳粹主义运动受到重创，在美国、苏联等多数国家都不承认纳粹主义者在本国的政治权利，不准举行游行集会，对其运动都采取镇压政策。在1970年代，美国对纳粹主义者的政治权利限制有所松动，有部分美国国会议员提出“纳粹主义者也应该享有美国规定的公民的基本政治权利，不该限制其人权”的观点。
在苏联解体1990年代后，“新纳粹”势力和共产主义流派“当代马克思主义者”都被允许在美国国内举行游行集会，他们的政治权利如建党以及游行、集会权利也得到了保障，没有了人权限制。虽然这一改变遭到了曾经的纳粹主义和共产主义受害者们的强烈反对，但美国仍然坚持他的“制衡”政策。

### 难民权利
近年来，美国政府在难民问题上的许多行为备受关注。2019年1月，联邦政府依据《移民保护议定书》（俗称“留在墨西哥”计划），将尚在等候审查的庇护寻求者遣返墨西哥。许多身心障碍或其他慢性疾病的庇护寻求者遭到遣返，他们处于经常危险且不适人居的境况，而且很难得到律师代理和公正审讯。7月，美国政府又宣布新的行政规章，规定全美各地无法证明至少在美国居住两年以上的人都可适用快速遣返，使被遣返的庇护寻求者和难民面临迫害。来到美墨边境的移民儿童被关押在边境保护局如同监狱的不人道环境中，家庭和单身成人也被关在过度拥挤的危险场所。政府监管机构已经发现，孩子与父母分离会产生严重心理创伤。尽管如此，特朗普政府仍然宣布一项新规定，允许对儿童及其家属实施可能导致严重心理创伤的无限期拘留。
2019年有3名移民儿童在入境美国不久后死亡，此前亦有3名儿童于2018年在美国移民监护下死亡而创下十年来首例。至少7名成年人在被美国海关和边境保护局（CBP）拘留期间死亡；6名成年人在被美国移民和海关执法局（ICE）拘留期间死亡，多与美国拘留设施中医疗照护不完善有关。数名绝食抗议的在押人员遭到残忍、不人道且有辱人格的方式强制灌食。
特朗普政府一再扬言将大规模临检，导致移民社区普遍恐慌。8月，美国移民当局临检密西西比州某食品加工厂并逮捕680人，是全美十馀年来最大规模的职场临检。肉类和家禽业的移民工人在工作场所遭受严重虐待，但因害怕被驱逐出境而不敢声张。美国持续驱逐长期居民，未适当考虑他们的家族和社区连带，以及他们对于返回原籍国后可能遭受迫害的忧虑。尽管存在前述各项侵犯人权情况，国会仍持续批准行政部门的拨款要求，任由标准、监督和透明度均有所不足的移民机构获得更多经费。

## 现代美国人权运动的进展

### 人权运动

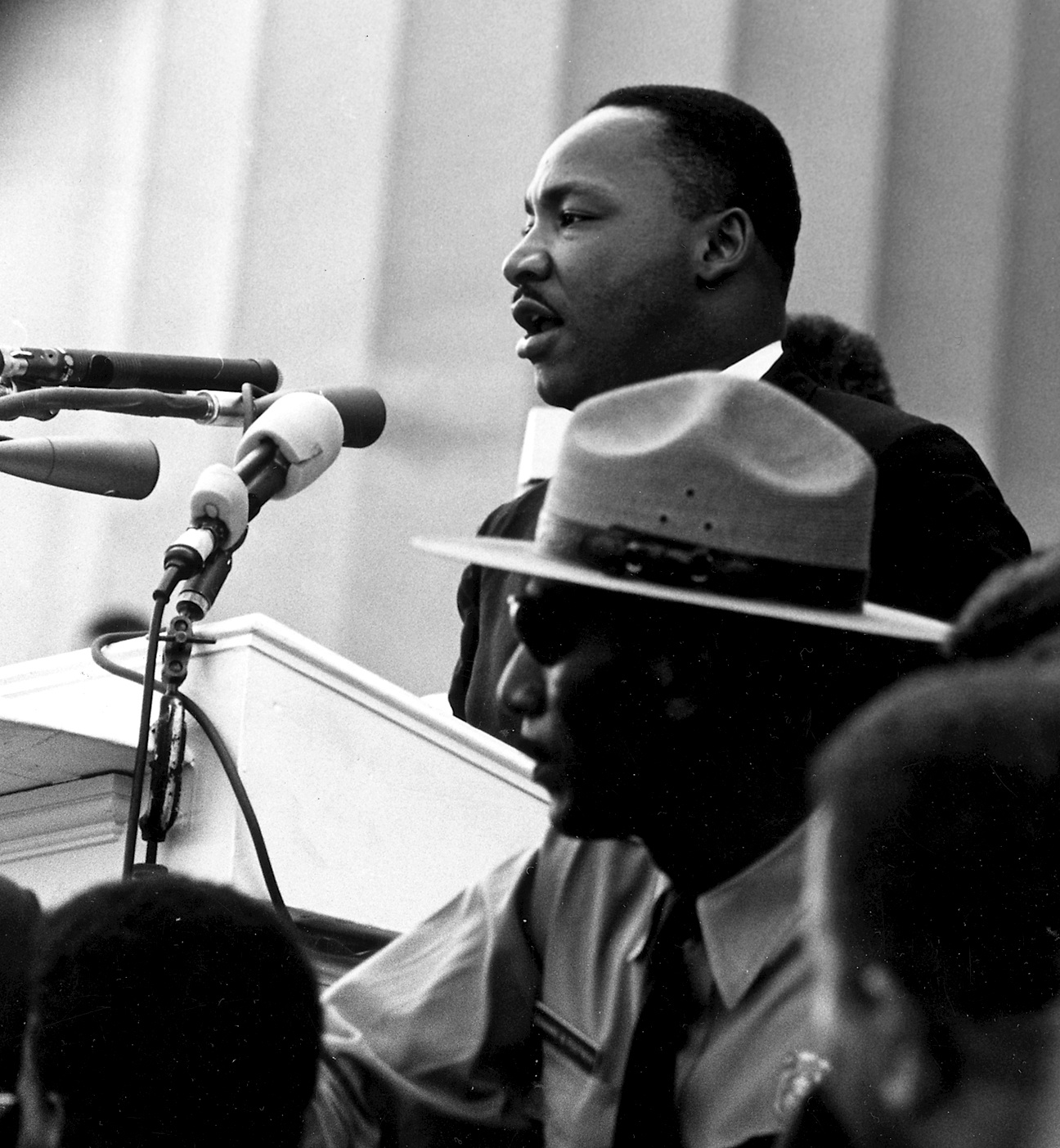
馬丁·路德·金在華盛頓林肯紀念堂演講《我有一個夢》

布朗诉教育委员会案的裁决是一个胜利，但是并未动摇种族隔离制度的根基。1955年，罗萨·帕克斯因为拒绝让座给一位白人乘客而被捕，触发了新一轮反对种族隔离的运动。浸信会牧师马丁·路德·金为此组织了一个长达一年的联合抵制蒙哥马里公共汽车运动，从此成为人权运动领导人。在1963年，很多人权运动者进行游行和演讲推动在国会悬而未决的人权法案，例如马丁·路德·金在华盛顿特区林肯纪念堂前进行的著名的演说《我有一个梦》。

### 现代民权法案
1964年的民权法案在各种跨州公共设施，例如旅馆和公共交通之内禁止了各种歧视，并且禁止了就业歧视。1965年通过的投票权法禁止了在选举注册过程中的歧视，并且允许联邦官员接受选举注册。对投票权法的修正案更加上了双语选票等保护性条款。但是，这并不能阻止总体投票参与率的下滑，以及解决政治和经济上的不平等。根据《纽约时报》在2000年进行的一次民意调查，93%的白人表示愿意投票给符合条件的黑人总统候选人，认可种族通婚的人占60%以上，80%的人表示不在乎他们的邻居是白人还是黑人。但这次民意调查也显示，40%的非洲裔美国人怀疑白人的诚意，他们认为歧视问题仍然存在。不过也有80%的非洲裔美国人认为，他们现在比他们父母那个时代有更多的机会。

### 優惠性差別待遇
很多被1964年民权法案保护的群体因为以往的歧视缺乏教育和就业机会。政府为了纠正这一现象，创建了反歧视行动，给与这些群体不同程度的优惠性差別待遇以消除以往種族歧视造成的影响。这个政策一直受到爭議，在1978年開始遭遇严重挑战，在加利福尼亚州大学董事诉巴基案中，最高法院判决少数民族配额录取制度是对非少数民族的反向歧视。在20世纪80到90年代中，最高法院给反歧视行动添加了一系列限制。1995年，在阿达兰德建筑公司诉佩纳案中，最高法院裁定使用种族或者族群作为反歧视行动条件的做法必须是为了保证极为必要的政府利益。1996年的侯普伍德诉德克萨斯州案判决法学院使用种族因素作为录取条件的行为违法。同年，加利福利亚州的公民投票通过了加州民权动议，终止了所有政府支持的反歧视行动计划，但原有的反歧視法律除外。

### 反恐战争
九一一袭击事件之后，美国政府迅速颁布了临时性的爱国法，大大加强了执法部门和情报机构监测公民和收集情报的能力。这个法案在国会和法院不断受到挑战，2004年，其中第505条被联邦地区法院裁定违宪。尽管法庭总是批准监听申请，乔治·沃克·布什总统仍然未经法庭允许就授权美国国家安全局监听公民的电话和电子邮件。这条措施被纽约时报揭露之后在美国国内引起了很大争论，很多人认为总统的措施违反了1974年的隐私法案和1978年的外国情报监听法案，并且起诉到联邦地区法院。同时，美国九一一袭击事件之后实行的预防性的拘禁和逮捕外国公民也受到一些人的谴责。对阿拉伯族人和回教徒受到的仇视和歧视的处理也被一些人认为是违反了宪法的平等对待条款。
美国于2003年发动了美伊战争。在开战时所描述的大规模杀伤性武器遍寻不获之后，美国政府将战争描述为解放伊拉克民众的人道主义军事行动，但是一些组织认为在战前并未有明确而危险的人权威胁。
在关塔那摩湾拘押中心关押的囚犯受到的对待，引起很大争议。一些人谴责美国为了获得情报而使用酷刑。美国政府称关押嫌犯的地区在法律上并非美国领土，所以这些人无法拥有如关押在美国领土上时会享受的美国宪法所赋予的权利。但在2004年的拉苏尔诉布什案中，美国最高法院否决了美国政府的辩护，多数裁定关塔那摩基地的囚犯有权向美国法院申诉，引证是美国对关塔那摩湾有唯一的控制。

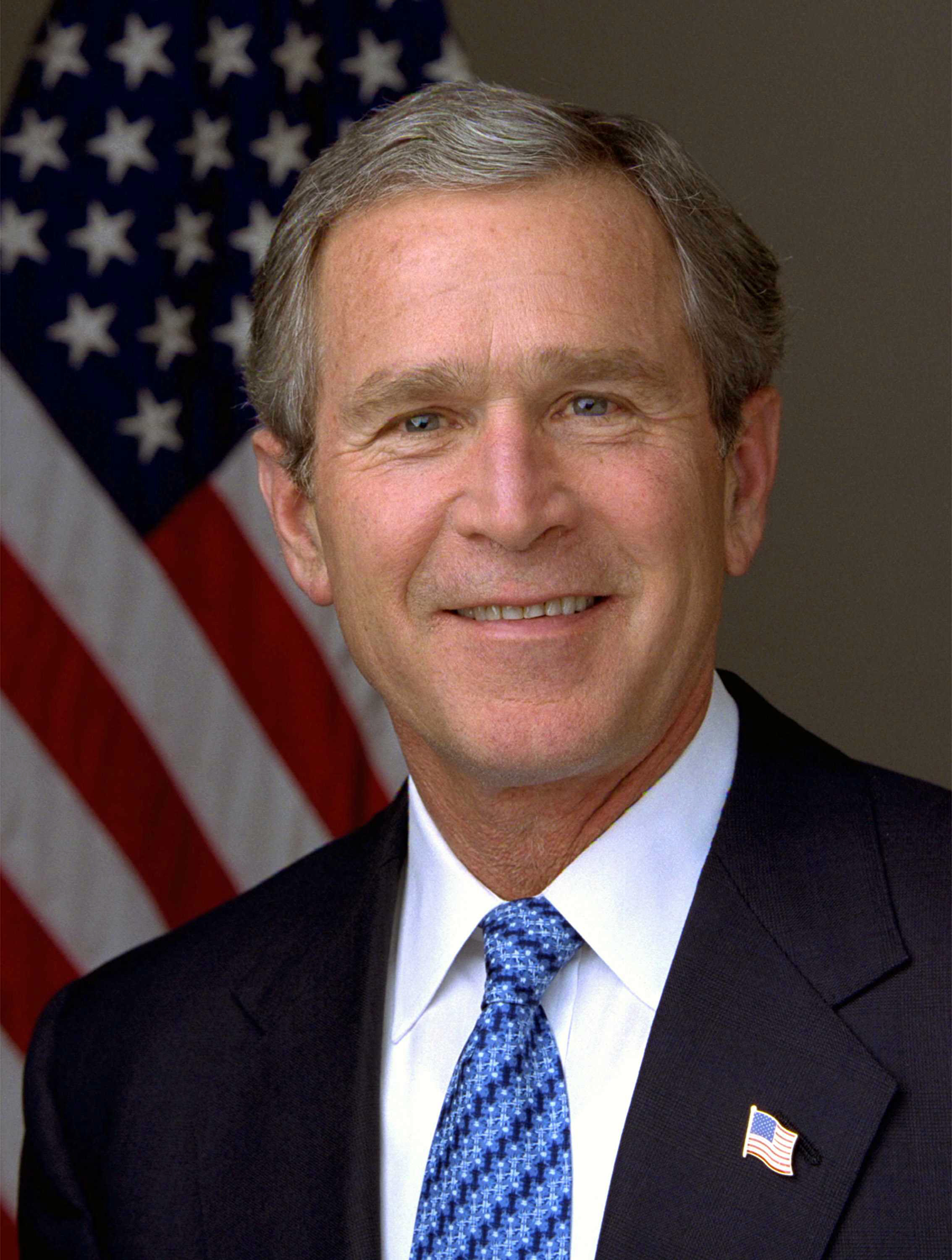
美国总统乔治·沃克·布什发动了反恐战争。

国际红十字会和人权观察都对美国在关塔那摩湾的行为提出了谴责。2006年人权观察的世界人权报告中指出，虐待性的拷问行为是美国用来打击恐怖主义的策略。联合国秘书长安南曾敦促美国政府尽快关闭关塔那摩监狱。2005年11月2日，华盛顿邮报报道称美国在东欧国家内设立了秘密监狱。

## 批评

### 國際特赦組織的评估
2000年，國際特赦組織的报告中称，美國警察存在使用酷刑、有争议的枪杀和虐待囚犯的行为。2000年5月份的联合国禁止酷刑委员会讨论了关于美国执行《联合国禁止酷刑公约》的情况，本年度一共有85人在14个州被处死，这使得被处死人的人数从1976年以来增加到了683人；这些受刑人员中，包括有在18岁以前犯罪的个人，和有智力问题的个人。
很多美国人不同意联合国和大赦国际的指责。持这种看法的人对此的原因有很多：他们不认为死刑是酷刑（特别是有很多死刑是通过注射执行的），他们不接受低智商可以作为免除死刑的借口，他们认为较年长的青年人应该像成人一样对他们的侵犯行为负责，并不是所有支持死刑的美国公民持这些观点。

### 自由之家的评估
2021年3月22日，自由之家发布特别报告指出，美国民主当务之急的三大问题：有色人种遭遇的不平等对待；金钱在政治中的不当影响；党派对立和极端主义。这是自由之家过去15年来首次发布针对美国民主缺陷的报告。报告指出，美国刑事司法制度中的歧视造成了有害的后果，使数百万遭受警察虐待和长期监禁的人缺乏有效的补救途径；美国选举的公平性和包容性受到投票限制的极大损害，这些限制对有色人种影响尤为严重；美国采取的移民和庇护政策，违背替躲避海外压迫的人们提供自由和机会的承诺，违反国际人权标准以及美国宪法和联邦法律所规定的保护。

### 中国的批評
中华人民共和国政府是少数定期发布美国人权报告的组织之一，被認為是反制美国国务院定期發布的人权报告。国务院新闻办公室自2000年起定期发布《美国的人权纪录》，时间一般是在美国发布《国家人权状况报告》后几天。但中国发布的人权报告通常只针对少数特定国家，而不是像美国那样同时发布多国人权报告。
2002年3月11日，国务院新闻办公室发表《2001年美国的人权纪录》。在2001年2月27日，它发表了一篇2000年美国人权状况的报告。該报告批评了美国的人权状况，列举了一些列美国侵犯人权的纪录。报告认为，美国政治体系是不民主的（引用了2000年美国总统选举为例），美国司法机关带有种族偏见，美国通过全球的军事行动“破坏世界和平和稳定”。
2019年12月4日，中华人民共和国外交部发言人华春莹在外交部例行记者会上评论，“美国200多年发展史本身就是一部印第安人的血泪史”，“美国政府还对印第安人实行强制同化政策，长期对印第安人进行驱逐、屠戮和迫害，不给予印第安人应有的公民权利”，“美方对自己迫害屠戮印第安人的残酷行为选择性遗忘，对印第安人的血泪历史和悲惨现实视而不见”。
2020年3月13日，国务院新闻办公室发布《2019年美国侵犯人权报告》，导言以2019年4月15日美國國務卿邁克·蓬佩奧的名言“我们撒谎，我们欺骗，我们偷窃……这才是美国不断探索进取的荣耀”为开头，提及“美国政客的言论，彻底暴露了其在人权问题上奉行双重标准、以人权维护霸权的虚伪面目”。
2021年3月中美高层阿拉斯加会谈，中共中央政治局委員兼中央外事工作委員會辦公室主任楊潔篪以“黑人的命也是命”等为证据，斥责美国的人权纪录、制度性不平等。2021年3月22日，《华尔街日报》發表前總編輯吉拉德·貝克（Gerard Baker）的评论，稱楊潔篪舉出的那些理由“每一件都可以从民主党总统竞选纲领中拿到，也可以从获普利策奖报纸的故事中选出，或是从听顶尖美国大学每天讲授的学生笔记中找到”。纽约大学法学院荣退教授孔傑榮说，如果外国对美国人权的批评是基于事实，“我们必须学会接受和回应”，美国不应回避短处，“难道像中国那样钳制公众讨论和建议的做法会更好吗”。

### 學界的批評
2014年，諾貝爾和平獎得主阿道弗·佩雷斯·埃斯基維爾與梅里德·科雷根·麥奎爾寫給人權觀察的公開信批評，美國身為超級大國，經常違反國際法從事軍事行動，威脅世界和平，卻不會被譴責侵害人權。
2020年7月，前诺丁汉大学中国政策研究所访问学者邓聿文說，美国内部的问题，包括种族问题、党派政治的极化问题、政治人物尤其总统的不自重问题、选举政治的民粹问题、社会的贫富分化和公平正义问题等，在特朗普上台后都趋于恶化，致使美国的“民主灯塔国”形象在全世界受损。
2021年6月，哥倫比亞大學教授傑佛瑞·薩克斯說，美国在经济权利、少数族裔权利和干涉他国内政方面存在侵犯人权问题，却无视自身侵犯人权的问题，反而带着偏见批评他国人权；美国违反《联合国宪章》相互尊重主权和不干涉别国内政原则，多次非法、自私地干涉其他国家的内政，甚至侵略他国、推翻他国政府。

### 拘留中心摘女性子宫
2020年9月14日，人权团体對乔治亚州一所民间经营的移民拘留中心欧文郡拘留中心（Irwin County Detention Center）進行的大量子宫切除手术予以谴责。拘留中心內的被拘留者對子宮切除手術感到疑惑，質疑拘留中心將她們作為人體試驗，並指稱幾乎所有被拘留的婦女均做過子宮切除手術。被拘留者還指控，在2019冠狀病毒病美國疫情期間，拘留中心拒绝对出现症状的被拘留者进行筛检。墨西哥外交部亦表示，至少2名墨西哥女性在拘留中心时，没经过她们同意就被实施手术。人權團體南方计画（Project South）和乔治亚拘留观察（Georgia Detention Watch）等组织代表遭关押的移民向美國政府投訴。